# Frei Manuel dos Reis
Frei Manuel dos Reis foi um frade arrábido ligado ao convento de São Pedro de Alcântara, em Lisboa.
Foi o autor de quatro pinturas para o antigo retábulo-mor da Igreja de Nossa Senhora da Oliveira, no ano de 1665, que relatam as intervenções divinas nas batalhas de Ourique e Aljubarrota, ambas decisivas para a independência de Portugal.

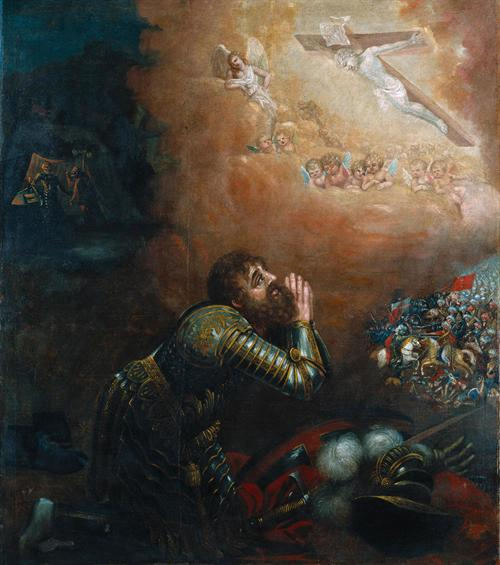
Visão de D. Afonso Henriques na batalha de Ourique, 1665, Museu de Alberto Sampaio
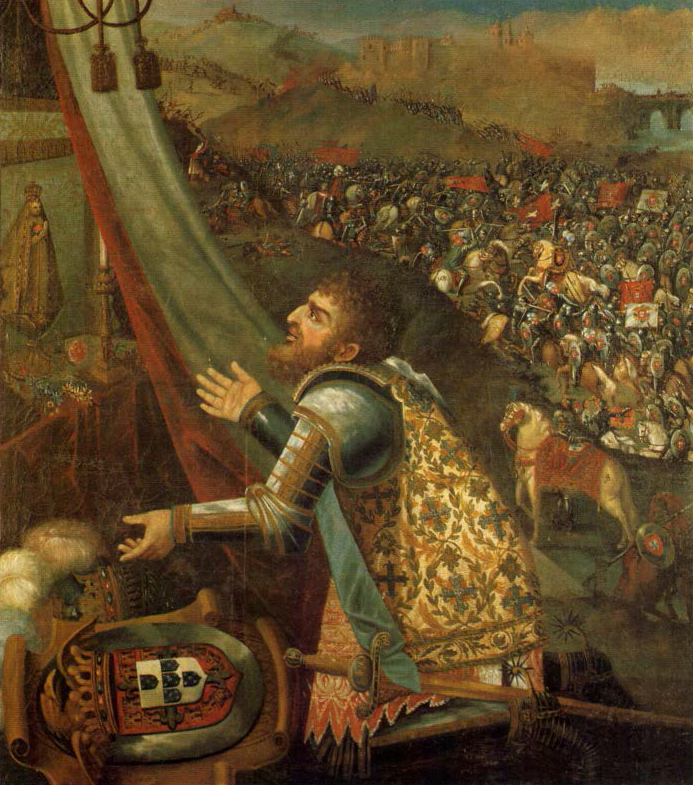
D. João I invocando Nossa Senhora da Oliveira na Batalha de Aljubarrota, 1665, Museu de Alberto Sampaio